# Centrouropoda peruana
Centrouropoda peruana es una especie de arácnido del orden Mesostigmata de la familia Uropodidae.

## Distribución geográfica
Se encuentra en  Perú.